# Roc Pifarré i Florejachs

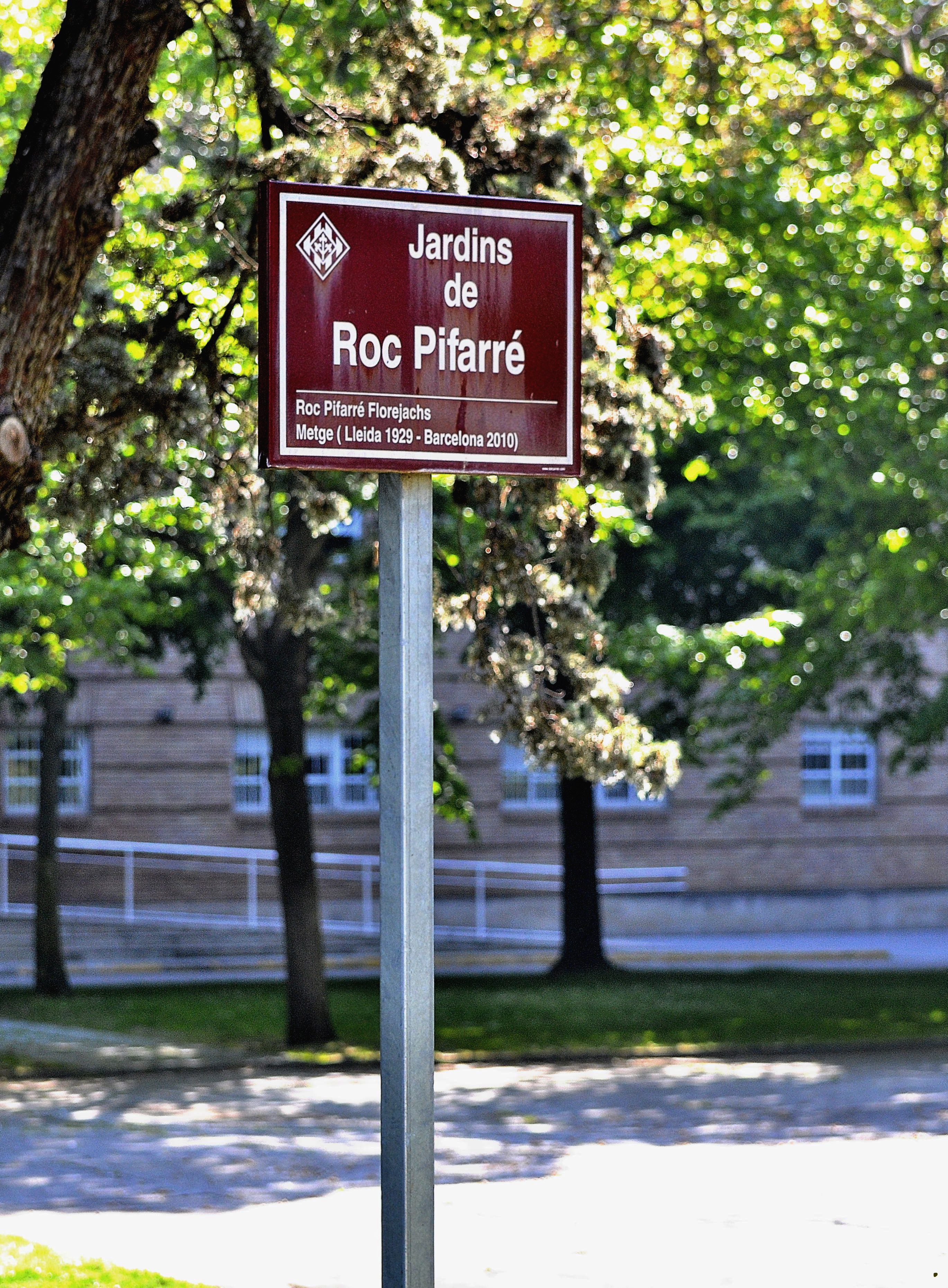
Jardí en record de doctor Roc Pifarré ubicat al recinte de l'Hospital Arnau de Vilanova de Lleida

Roc Pifarré i Florejachs (Lleida, Segrià, 20 d'agost de 1929 - Barcelona, 22 de juny de 2010) va ser un metge i cirurgià català, reconegut internacionalment pel seu paper pioner en la cirurgia cardíaca i toràcica.

## Biografia
Roc Pifarré va néixer a Lleida el 20 d'agost de 1929. Es va llicenciar en Medicina a la Universitat de Barcelona el 1953.
Tres anys més tard, el 1956, va viatjar als Estats Units per ampliar els seus estudis en cirurgia cardíaca, començant per una estada a la Universitat de Houston. Posteriorment, va passar per la Universitat de Georgetown (Washington DC) i posteriorment, amb un visat de cinc anys del Canadà, va traslladar-se a Montréal, on va ser professor de cirurgia coronària a la Universitat McGill durant tres anys. Es va especialitzar en l'estudi de la patologia de l'aparell circulatori i respiratori i va ser cap del Departament de Cirurgia Toràcica i Cardiopulmonar del Loyola University Medical Center de Chicago, des d'on va impulsar el desenvolupament de la cirurgia cardíaca.
Va treballar en diversos hospitals dels Estats Units i el Canadà: al St. Mary's Hospital de Nova Jersey (1956-1957), al Prince George's General Hospital de Maryland (1957-1959), a la Georgetown University de Washington DC (1959-1961), a la MacGill University del Canadà (1961-1962), al Royal Victoria Hospital del Canadà (1962-1963) i al Royal Edward Chest Hospital del Canadà.
El 1964 va obtenir el certificat especial del Canadà en cirurgia toràcica, i posteriorment va obtenir el certificat del Consell Americà de Cirurgia General (1965), i del Consell Americà de Cirurgia Toràcica (1967).
Finalment va ser nomenat Cap de la Secció de Cirurgia Toràcica i Cardio-vascular del Loyola University Medical Center, a Maywood, Illinois, i Professor de la Stritch School of Medicine d'aquest centre el 1969, fins al 1996, any en què es va retirar i va ser nomenat Professor Emèrit. Es calcula que sota la seva direcció es van fer uns 25.000 tractaments cardíacs a Loyola.

### Innovacions i descobertes
El 1972 va ser el primer cirurgià del món a dur a terme una operació enmig d'una crisi cardíaca amb bons resultats.
A començament de la dècada de 1980, el seu equip va començar a aplicar el cor artificial total (TAH, de l'anglès total artificial heart) en pacients en fase terminal d'insuficiència cardíaca, que esperaven un trasplantament de cor.
Tot i l’interès de diversos hospitals de Catalunya, com l'Hospital de Bellvitge, l'Hospital de la Santa Creu i Sant Pau i l'Hospital General de Catalunya, Roc Pifarré va decidir continuar la seva carrera als Estats Units, ja que les promeses de col·laboració mai no es van concretar.

### Mort i llegat
Roc Pifarré va morir el 22 de juny de 2010 a l'Hospital Quirón de Barcelona. La seva vídua, Teresa Ribalta, va fer una donació significativa de 100.000 euros a l'Institut de Recerca Biomèdica de Lleida - Fundació Dr. Pifarré, amb l'objectiu de fomentar la recerca. A més, va cedir uns altres 100.000 euros a la Biblioteca de Ciències de la Salut de la Universitat de Lleida, per augmentar el seu fons bibliogràfic i millorar els equipaments relacionats amb la recerca de malalties cardiovasculars. Anteriorment, el 2016, Teresa Ribalta havia donat la Universitat de Lleida el fons d'arxiu del seu marit (des de 1960 a 1910), consistent en documentació personal i professional i la seva biblioteca personal.

## Reconeixements
Al llarg de la seva carrera, Roc Pifarré va rebre diversos reconeixements, entre els quals el Premio al Mérito Civil el 1980, la Stritch Gold Medal el 1982 i la Creu de Sant Jordi el 1995. L'any 1999 va ser nomenat Doctor Honoris Causa per la Universitat de Lleida, i l'any 2009 va rebre el I Premi Internacional Ciutat de Lleida.
En reconeixement de la seva tasca i el seu llegat, els jardins de l'Hospital Universitari Arnau de Vilanova van ser batejats amb el seu nom l'any 2012.

## Obres
- Evolució històrica de la cirurgia cardíaca (2001)